# Wereldkampioenschap cricket
Het wereldkampioenschap cricket bij de mannen is een toernooi dat sinds 1975 wordt georganiseerd door de International Cricket Council. De spelvorm is het One Day International, eendagswedstrijden van 50 overs. Het kampioenschap wordt om de vier jaar gehouden.
Tot op heden zijn er twaalf kampioenschappen gehouden. Australië won zesmaal (1987, 1999, 2003, 2007, 2015, 2023), India driemaal (1983, 2011, 2024), West-Indië tweemaal (1975 en 1979), Pakistan (1992), Sri Lanka (1996) en Engeland (2019) wonnen elk één keer.

## Erelijst
| Jaar | Gastheer                       | Winnaar    | Tweede        |
| ---- | ------------------------------ | ---------- | ------------- |
| 1975 | Engeland                       | West-Indië | Australië     |
| 1979 | Engeland                       | West-Indië | Engeland      |
| 1983 | Engeland                       | India      | West-Indië    |
| 1987 | India en Pakistan              | Australië  | Engeland      |
| 1992 | Australië en Nieuw-Zeeland     | Pakistan   | Engeland      |
| 1996 | India, Pakistan en Sri Lanka   | Sri Lanka  | Australië     |
| 1999 | Engeland                       | Australië  | Pakistan      |
| 2003 | Zuid-Afrika en Zimbabwe        | Australië  | India         |
| 2007 | West-Indië                     | Australië  | Sri Lanka     |
| 2011 | Bangladesh, India en Sri Lanka | India      | Sri Lanka     |
| 2015 | Australië en Nieuw-Zeeland     | Australië  | Nieuw-Zeeland |
| 2019 | Engeland en Wales              | Engeland   | Nieuw-Zeeland |
| 2023 | India                          | Australië  | India         |
| 2027 | Zuid-Afrika                    |            |               |
| 2031 | Australië en Nieuw-Zeeland     |            |               |

## Internationale wedstrijden, maar geen wereldkampioenschap
Internationale wedstrijden in het cricket bestonden al sinds 1877 toen er een testwedstrijd gespeeld werd. Tijdens de Olympische Spelen van 1900 werd cricket aan het speelschema toegevoegd. Engeland won van Frankrijk met 158 runs verschil.
In 1912 kwam er het eerste echte crickettoernooi, het Triangular Tournament, wat gespeeld werd tussen de "test playing nations" Engeland, Australië en Zuid-Afrika. Doordat het slecht weer was en weinig interesse van het publiek, werd het toernooi tot 1975 niet meer gespeeld.

## Wereldkampioenschap 1975
In 1975 begon men met een serieus crickettoernooi. Het werd van 7 tot en met 21 juni in Engeland gespeeld, omdat daar als enige voldoende speelvelden ter beschikking stonden. Er deden 8 landen mee aan het toernooi : de 6 test nations Australië, Engeland, West-Indië, Pakistan, India en Nieuw-Zeeland en verder Sri Lanka en Oost-Afrika. Zuid-Afrika was afwezig vanwege de boycot van de ICC. Het team Oost-Afrika bestond uit: Kenia, Tanzania en Oeganda.
West-Indië won de eerste editie door in de finale Australië met 17 runs te verslaan.

## Wereldkampioenschap 1979
Ook deze editie werd in Engeland gehouden om dezelfde reden als in 1975, van 9 tot en met 23 juni.
In 1979 werden de acht geplaatste teams in twee groepen van vier teams verdeeld.
- Groep A: Sri Lanka, India, Nieuw-Zeeland en West-Indië
- Groep B: Engeland, Australië, Pakistan en Canada.

West-Indië won opnieuw het toernooi door op Lord's cricket ground te Londen Engeland met 92 runs te verslaan. Nieuw-Zeeland en Pakistan werden derde en vierde.

## Wereldkampioenschap 1983
Het toernooi duurde van 9 juni tot en met 25 juni. Ook deze editie werd in Engeland gehouden om dezelfde reden als in 1975 en 1979.
In 1983 werden er opnieuw twee groepen van vier teams gemaakt.
- Groep A: Engeland, Nieuw-Zeeland, Pakistan en Sri Lanka
- Groep B: Australië, India, West-Indië en Zimbabwe.

Het WK werd het succesverhaal van India, Zij versloegen ploegen als West-Indië, Pakistan en Engeland. Overigens behaalde ook Zimbabwe een goede overwinning.
India won de finale op Lord's cricket ground te Londen met 43 runs. Na 2 eerdere overwinningen van West-Indië was er dus een nieuwe winnaar.

## Wereldkampioenschap 1987
De 4e editie van het WK cricket werd van 9 oktober tot 8 november gehouden in India en Pakistan. Het was het eerste toernooi dat buiten Engeland gehouden werd en er werd nog maar over 50 overs, in plaats van 60 overs gespeeld.
Er waren opnieuw 2 groepen van 4 teams
- groep A: Australië, India, Nieuw-Zeeland en Zimbabwe
- groep B: Engeland, Pakistan, Sri Lanka en West-Indië.

West-Indië stelde teleur en haalde niet eens de halve finale.
Australië won het toernooi door in het Eden Gardens stadium in Calcutta Engeland met maar 7 runs te kloppen, de spannendste cricketfinale ooit. India werd derde en Pakistan werd vierde.

## Wereldkampioenschap 1992
De 5e editie van het WK cricket werd van 22 februari tot en met 25 maart in Australië en Nieuw-Zeeland gespeeld.
Na de vorige editie werden er in het cricketspel veel veranderingen doorgevoerd. Zoals het gebruik van witte ballen en kleding in landskleuren, wedstrijden zowel overdag als 's avonds, invoering van het Duckworth/Lewis systeem om overs van teams te tellen bij wegens regen ingekorte wedstrijden, Zuid-Afrika werd een test nation, het mogen inzetten van pinch-hitters en er spin-bowlers gebruikt om de batsman → slagman te verrassen. Ook de opzet van het toernooi werd heel anders.
Er waren 9 teams die mee deden: Australië, Engeland, India, Pakistan, Nieuw-Zeeland, Zuid-Afrika, West-Indië en Sri Lanka. Deze teams speelden allemaal één keer tegen elkaar, waarna de beste 4 teams geplaatst waren voor de halve finales.
Pakistan won het toernooi door op het Melbourne cricket ground Engeland met 22 runs verschil te verslaan. Nieuw-Zeeland werd 3e en Zuid-Afrika 4e.

## Wereldkampioenschap 1996
De 6e editie van het WK cricket werd van 14 februari tot 25 maart in Pakistan, India en Sri Lanka gespeeld. Voor het eerst deed ook Nederland mee.
Australië en West-Indië weigerden om in Sri Lanka te spelen vanwege aanslagen van januari 1996 waarbij 90 mensen om het leven kwamen. De wedstrijden van Australië en West-Indië tegen Sri Lanka werden als overwinningen voor Sri Lanka beschouwd.
Voor het eerst werd er met 12 teams gespeeld, zodat er 2 poules van 6 teams waren.
- Groep A: India, Australië, West-Indië, Sri Lanka, Zimbabwe en Kenia
- Groep B: Engeland, Pakistan, Nieuw-Zeeland, Zuid-Afrika, Verenigde Arabische Emiraten en Nederland.

Het Nederlandse team was niet succesvol. Het werd laatste in de groep, verloor al zijn wedstrijden en eindigde met nul punten.
Sri Lanka won het toernooi door in het Gadaffi Stadium in Lahore Australië met 7 wickets te verslaan.

## Wereldkampioenschap 1999
De 7e editie van het WK cricket werd van 14 mei tot 20 juni voornamelijk in Engeland gespeeld, maar er werden ook wedstrijden in Schotland, Ierland en Nederland gespeeld.
Er werd weer volgens een nieuw systeem gespeeld. Er werden 2 groepen met 6 teams gemaakt.
- Groep A: India, Engeland, Zimbabwe, Zuid-Afrika, Kenia en Zimbabwe
- Groep B: Australië, Pakistan, Nieuw-Zeeland, Bangladesh, West-Indië en Schotland.

Op 26 mei 1999 werd in Amstelveen de wedstrijd tussen Kenia en Zuid-Afrika gespeeld. Het was de enige wedstrijd tijdens dat toernooi in Nederland. Nederland plaatste zich niet voor het WK.
Australië won het toernooi door op Lord's cricket ground te Londen Pakistan met 8 wickets te verslaan. Nieuw-Zeeland werd 3e en Zuid-Afrika werd 4e.

## Wereldkampioenschap 2003
De 8e editie van het WK cricket werd van 9 februari tot 24 maart in Zuid-Afrika gespeeld. Dit was de eerste keer in Afrika. Overigens werden er ook wedstrijden in Kenia en Zimbabwe gespeeld.
Vooraf waren er een aantal problemen. Veel spelers van India wilden niet meedoen aan het WK vanwege de problemen met hun sponsors. De sterspeler van Australië Shane Warne testte positief op doping voor aanvang van het toernooi.
Het toernooi werd deels gespeeld in Zimbabwe, waar de politieke situatie onder leiding van president Robert Mugabe heel slecht was. Het Engelse team kreeg als opdracht om hun wedstrijd in Zimbabwe te boycotten.
Het toernooi gespeeld met 14 landen, die waren onderverdeeld in 2 poules met 7 landen.
- Groep A: Australië, India, Engeland, Pakistan, Zimbabwe, Namibië en Nederland.
- Groep B: Nieuw-Zeeland, Zuid-Afrika, West-Indië, Kenia, Canada en Bangladesh.

Nederland eindigde 6e in de groep en boekte een historische zege door Namibië met 64 runs te verslaan.
In de tweede ronde speelden zes landen tegen elkaar. De beste vier teams plaatsten zich voor de halve finale.
Australië won opnieuw het toernooi door in het Wanderers stadium te Johannesburg India te verslaan met 125 runs. Dit was de grootste overwinning in een finale ooit.

## Wereldkampioenschap 2007
Het wereldkampioenschap cricket 2007 was het negende wereldkampioenschap cricket. Het toernooi werd van 13 maart tot en met 28 april gehouden in West-Indië. Er deden voor het eerst zestien landen mee, die in vier poules waren verdeeld.
De eerste twee van elke groep gingen door naar de tweede ronde (Super Eight), waarvan de beste vier zich plaatsten voor de halve finale.
- Groep A: Australië, Zuid-Afrika, Schotland en Nederland
- Groep B: Sri Lanka, India, Bangladesh en Bermuda
- Groep C: Nieuw-Zeeland, Engeland, Kenia en Canada
- Groep D: Pakistan, West-Indië, Zimbabwe en Ierland

De acht landen waar werd gespeeld waren Barbados, Jamaica, Trinidad en Tobago, Grenada, Guyana, Antigua en Barbuda, Saint Lucia en Saint Kitts en Nevis. Er was even sprake van dat de Verenigde Staten ook nog een paar wedstrijden in Florida zou organiseren, om het cricket in de Verenigde Staten te stimuleren, maar dat plan is niet doorgegaan. De opening was in Jamaica en de finale werd in Barbados gespeeld.
Nederland deed voor de derde keer mee met het wereldkampioenschap. Nederland kwam in een zware groep met de regerend wereldkampioen (Australië) en de nummer één van de wereldranglijst (Zuid-Afrika). Beide wedstrijden werden met grote cijfers verloren. Geen schande omdat deze teams doordrongen tot de halve finale, waarin ze elkaar troffen. Uiteindelijk werd Australië zelfs de kampioen. De slotwedstrijd tegen Schotland werd gewonnen, maar na de eerste ronde mocht Nederland terug naar huis.
Door de dood van Bob Woolmer, de bondscoach van het Pakistaanse team, die dood in zijn kamer werd gevonden op de dag na de verrassende uitschakeling van zijn team, is dit wereldkampioenschap een bijzonder kampioenschap geworden. Aanvankelijk ging de Jamaicaanse politie ervan uit dat Woolmer vermoord was, waarop vele (samenzwerings)theorieën losbarstten.
Australië won voor de derde keer op rij het kampioenschap door in de finale Sri Lanka in Bridgetown, Barbados met 53 runs te verslaan. Het won tijdens het toernooi alle 11 wedstrijden. Inmiddels is het team al 29 wedstrijden op rij tijdens een WK ongeslagen.

## Wereldkampioenschap 2011
De tiende editie van het WK cricket werd gehouden in Bangladesh, India en Sri Lanka, van 19 februari tot en met 2 april. Aan dit wereldkampioenschap namen 14 landen deel.
Oorspronkelijk was Pakistan een van de vier organisatoren van het wereldkampioenschap. Als gevolg van de onzekere veiligheidssituatie in dat land heeft de ICC de organisatie van Pakistan ontnomen. De aanleiding hiervan was een terroristische aanslag op 3 maart 2009 in het Pakistaanse Lahore op het Sri Lankaans cricketelftal dat in Pakistan enkele wedstrijden zou spelen. Bij de aanslag kwamen twee burgers en zes politieagenten, die het team begeleidden, om het leven. Twee cricketspelers en de assistent-trainer raakten gewond. In Pakistan waren 14 wedstrijden, waaronder een halve finale, gepland.
India werd voor de tweede keer wereldkampioen. In de kwartfinale versloeg het titelverdediger Australië, in de halve finale de aartsrivaal Pakistan en in de finale Sri Lanka. Nederland nam deel en verloor al zijn zes groepswedstrijden.

## Wereldkampioenschap 2015
De elfde editie van het WK cricket werd in Australië en Nieuw-Zeeland gehouden van 4 februari tot en met 29 maart 2015. De finale ging tussen de twee gastlanden en werd gewonnen door het Australisch cricketelftal dat voor de vijfde keer in de geschiedenis wereldkampioen werd. Nieuw-Zeeland stond voor het eerst in de finale van het wereldkampioenschap.

## Wereldkampioenschap 2019
De twaalfde editie van het WK cricket werd in Engeland en Wales gespeeld. Engeland was voor de vijfde keer gastheer. De Engelsen haalden voor de derde keer de finale, en wonnen de titel voor een eerste maal, door in de eindstrijd Nieuw-Zeeland nipt te verslaan.
Regulier wereldkampioenschap (One Day International)
Wereldkampioenschap Twenty20

Wereldkampioenschap testcricket